# De Posson

Wapen van de familie de Posson

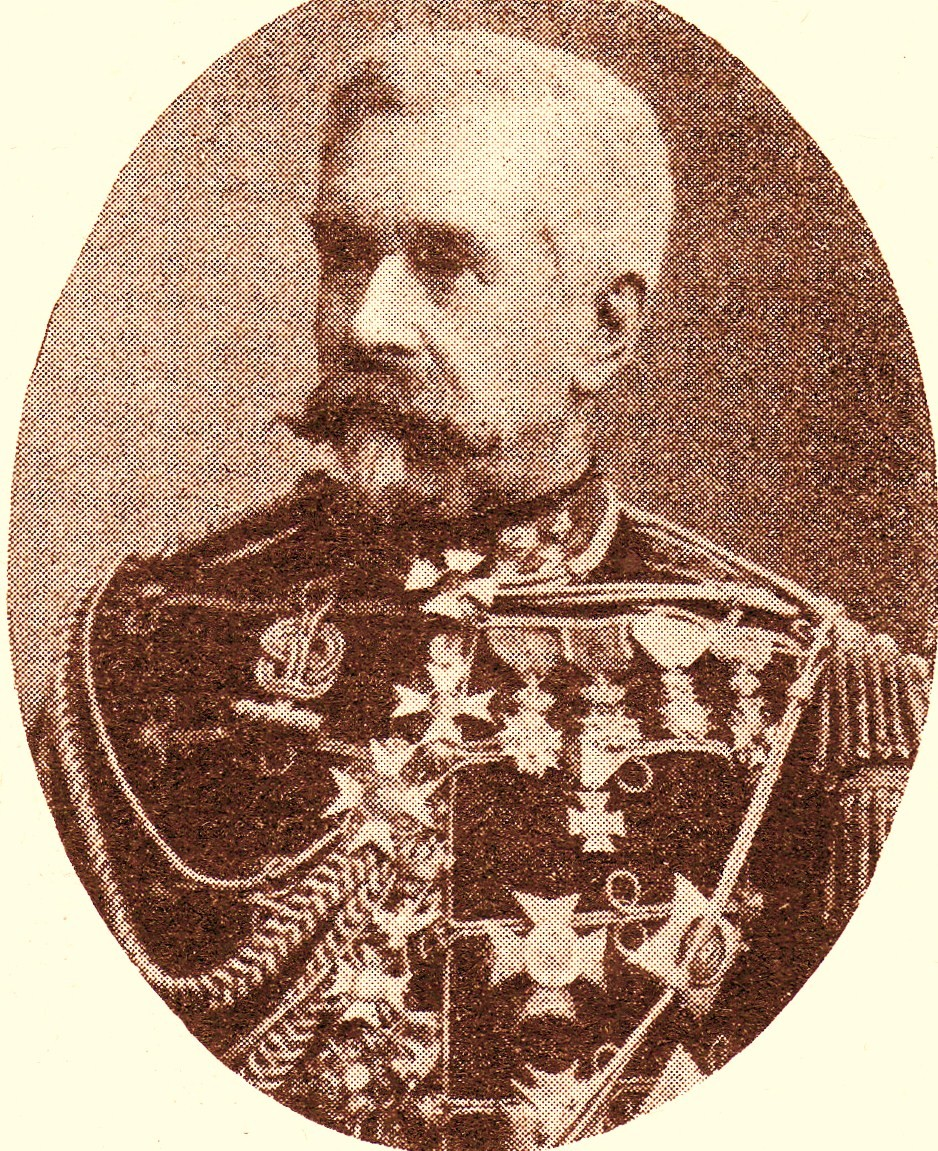
Generaal-majoor Arthur de Posson

De Posson is een geslacht waarvan leden sinds 1824 tot de Nederlandse en Belgische adel behoren.

## Geschiedenis
- De stamreeks begint met Laurent Posson die ijzersmelterijen bezat in Luik en daar in 1627 overleed.
- In 1715 werd erfelijke adel met de titel ridder en met het partikel de voor de naam, door keizer Karel VI toegekend langs het irreguliere kanaal van de keizerlijke kanselarij aan Philippe-Jacques Posson.
- In 1736 werd dit rechtgezet door bevestiging via het reguliere kanaal van de kanselarij in de Oostenrijkse Nederlanden.
- In 1754 werd door keizerin Maria Theresia erfelijke adel verleend aan Nicolas de Posson.

## Genealogie
- Laurent Posson.
  - Guillaume Posson (1620-1680), x Anne Quinart (1634-1681).
    - Pierre-Lambert Posson (1657-1723), x Marguerite Aulent (1657-1740).
      - Nicolas de Posson (1689-1767), x Marie Chavée (1694-1741).
        - Pierre de Posson (1715-1777), x Marie de Traux (1723-1785).
          - Juste de Posson (zie hierna).

    - Philippe-Guillaume Posson (° 1665), x Catherine Durieux (1654-1724).
      - Philippe-Jacques de Posson (1689-1751), x Marie-Thérèse André (1690-1743).
        - Emmanuel de Posson (° 1729), x Marie Beerenbroeck († 1768).
          - Nicolas de Posson (1766-1832), x Anne Salle (1758-1819). Hij kreeg in 1822 erkenning van erfelijke adel, maar lichtte de open brieven niet.
            - Emmanuel de Posson (zie hierna).

        - François de Posson (1726-1780), x Cécile de Quinart.
          - Henri de Posson de Wanfercée (zie hierna).

## Juste de Posson
- Juste Benoît de Posson (Namen, 4 maart 1751 - Brussel, 20 april 1828) werd in 1824 erkend in de erfelijke adel van het Verenigd Koninkrijk der Nederlanden, met de titel baron overdraagbaar bij eerstgeboorte. Hij was licentiaat in de rechten, baljuw van Feix, griffier van de provincieraad van Namen en referendaris eerste klas bij de Raad van State. Tijdens de eerste jaren van de Franse overheersing vluchtte hij met zijn gezin naar Duitsland. Hij trouwde in 1771 met Françoise Philippart (1753-1822) en tussen 1778 en 1797 hadden ze vijftien kinderen, allen in Namen geboren, behalve het laatste dat tijdens de emigratie in Münster werd geboren en in 1805 in Aken overleed. Een andere dochter overleed in Dortmund in 1796. Een zoon, Grégoire de Posson (1783-1804), sneuvelde in Italië als officier in Oostenrijkse dienst.
  - Célestin Juste Joseph baron de Posson (Namen, 1778 - Elsene, 1842), werd generaal-majoor. In dienst van de toekomstige koning Willem II, verloor hij na 1830 de Belgische nationaliteit ten voordele van de Nederlandse, wat niet belette dat hij als gepensioneerde naar Brussel terugkeerde. Hij trouwde in Brussel in 1824 met Henriette Vermersch (1800-1848) en ze kregen vier kinderen.
    - Arthur Isodorius Marie Celestinus baron de Posson (Brussel, 1828 - Wiesbaden, 1909), werd generaal-majoor, vleugeladjudant van koning Willem II (of III), hofmaarschalk. Hij trouwde met barones Anna van Voorst tot Voorst (1833-1858) en in 1865 met barones Marie-Anne de Bounam de Ryckholt (1842-1887). Uit het tweede huwelijk sproten drie dochters.
      - Mathilde de Posson (1866-1954), oudste van de drie dochters, leefde het langst. Ze trouwde met baron Hermann von Wrede (1859-1943). Met haar doofde deze familietak uit.

## Emmanuel de Posson
- Jacques Emmanuel Joseph Ghislain de Posson (Luik, 9 juni 1787 - Gosselies, 21 november 1852) verkreeg enkele maanden voor zijn dood erkenning in de erfelijke adel. Hij werd licentiaat in de rechten, advocaat en vrederechter in Gosselies. Hij trouwde in 1821 met Marie-Thérèse Decot (1790-1849).
  - Nicolas Guillaume Emmanuel de Posson (1823-1896) trouwde met Caroline de Brauwere (1825-1867) en ze hadden zeven kinderen. Hij was doctor in de rechten, officier van de Burgerwacht in Gosselies, consul en kanselier van het Belgisch gezantschap in Istanboel. 
    - Philippe Emmanuel Charles Gaston de Posson (1856-1927) trouwde in Griekenland in 1898 met Cleopatra Sakellarios (1878-1969). In 1922 verkreeg hij de titel baron, overdraagbaar bij eerstgeboorte. Hij was inspecteur voor de administratie van het tabaksmonopolie in het Ottomaanse rijk. Het echtpaar had zes kinderen. Met afstammelingen tot heden.

## Henri de Posson de Wanfercée
Henri Joseph Ghislain de Posson de Wanfercée (Namen, 20 maart 1765 - Wanfercée-Baulet, 22 juni 1836), trouwde in 1792 in Mont-Saint-Guibert met Albertine d'Onyn (1763-1852). Ze kregen vijf zoons en twee dochters.
Hij verkreeg in 1845 postuum erkenning van erfelijke adel in hoofde van zijn weduwe, ten gunste van hun zeven kinderen. Er waren nog enkele nazaten, maar de familie is in 1930 uitgedoofd. Hun dochter Justine (1799-1884) trouwde in 1827 in Ottignies met baron Gérard d'Udekem d'Acoz (1785-1866). Hun zoon, baron Albert d'Udekem d'Acoz, was de betovergrootvader van koningin Mathilde.